# Бултернер
Бултернер (фр. Bouleternère) насеље је и општина у јужној Француској у региону Лангдок-Русијон, у департману Источни Пиринеји која припада префектури Прад.
По подацима из 2011. године у општини је живело 859 становника, а густина насељености је износила 80,81 становника/km². Општина се простире на површини од 10,63 km². Налази се на средњој надморској висини од 180 метара (максималној 612 m, а минималној 160 m).

## Демографија
| 1962. | 1968. | 1975. | 1982. | 1990. | 1999. | 2011. |
| ----- | ----- | ----- | ----- | ----- | ----- | ----- |
| 818   | 885   | 739   | 728   | 625   | 643   | 859   |

График промене броја становника у току последњих година